# Nicolás Reyes

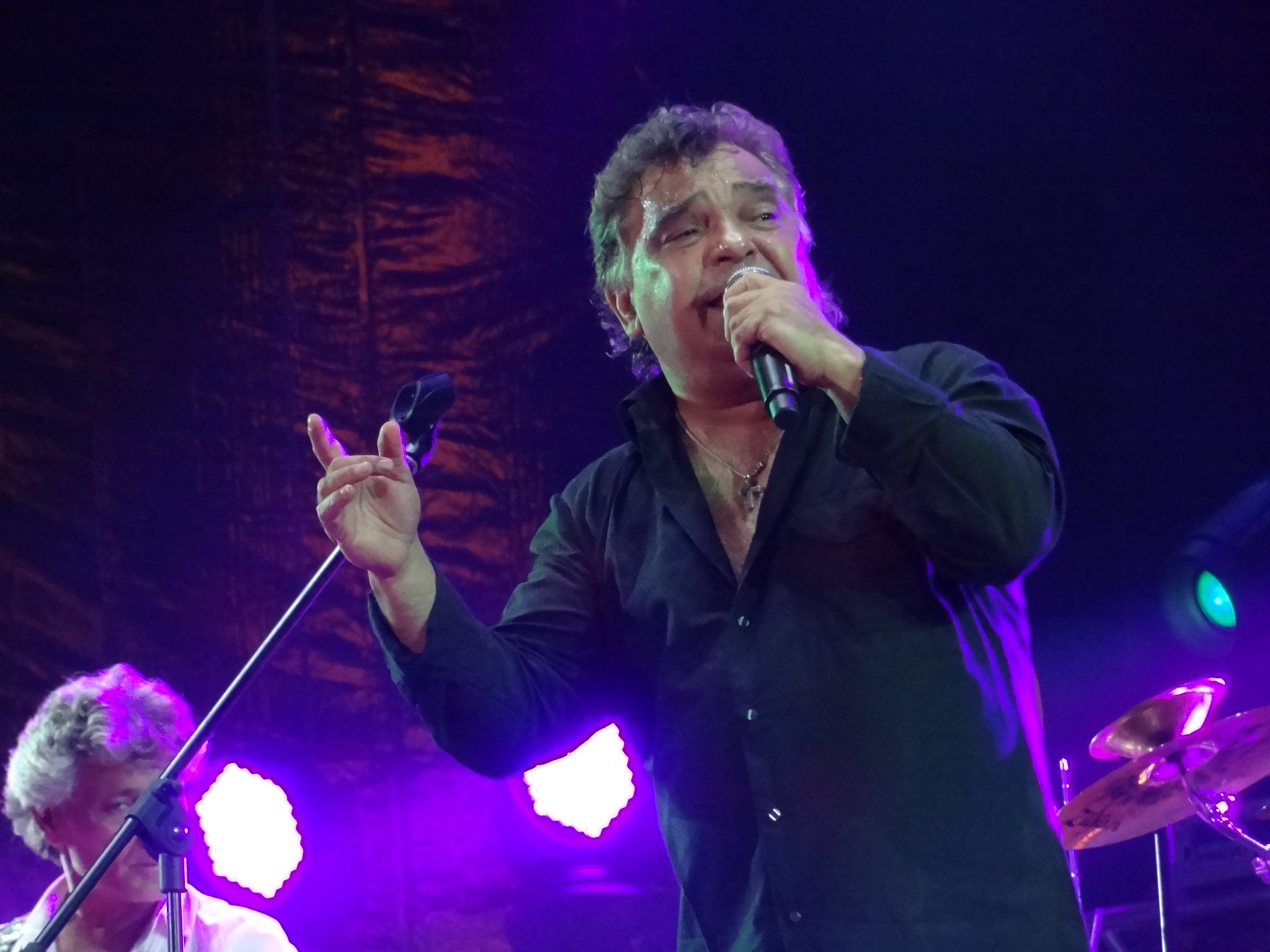
Reyes în 2012

Nicolás Reyes (n. 22 noiembrie 1958, Arles, Arles-Crau-Camargue-Montagnette⁠(d), Franța) este un cântăreț francez. Acesta este cunoscut deoarece este vocalistul formației Gipsy Kings. Acesta este de origine romă-spaniolă.